# Havenbaron

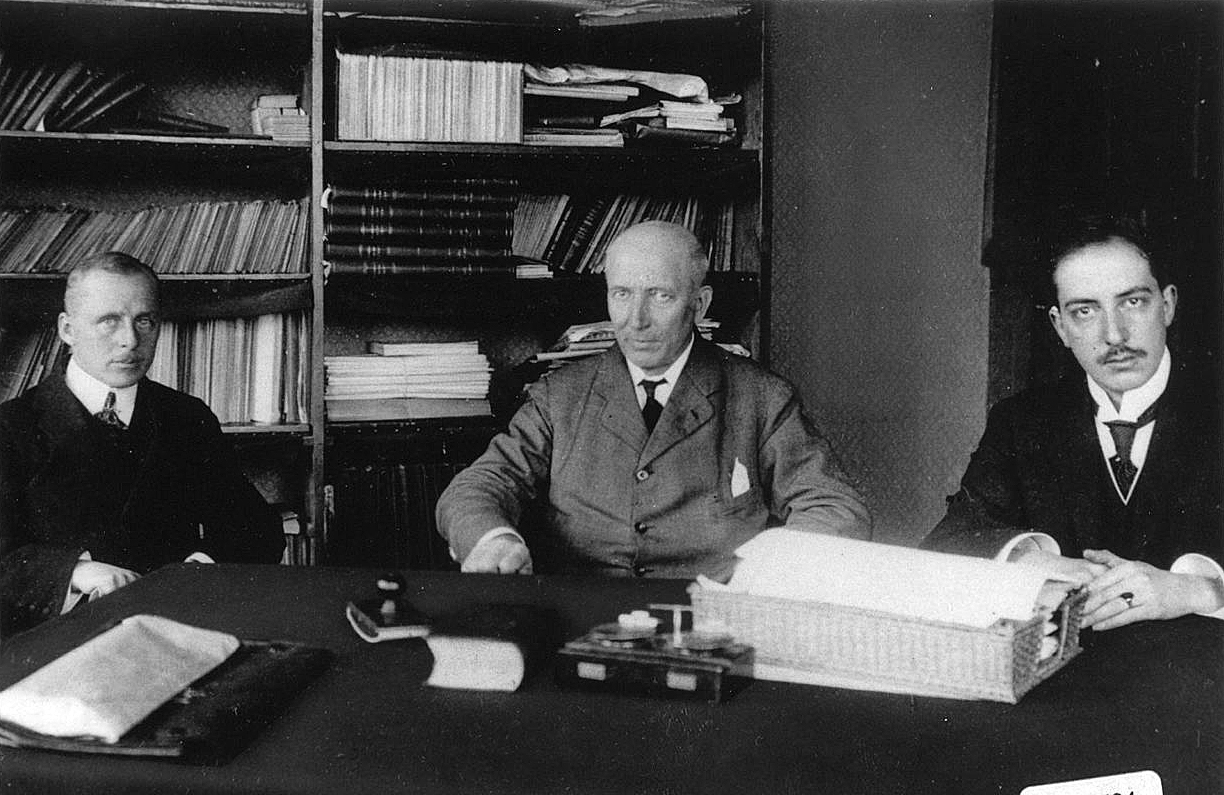
Drie havenbaronnen in 1913: v.l.n.r. Jacob Adolf Ruys (1877-1971), Cornelis Adriaan Pieter van Stolk (1857-1934) en Willem Cornelis Mees (1882-1970). Hier geportretteerd als oprichters van de Nederlandsche Handels-Hoogeschool.

Een havenbaron was een lid van de politieke en commerciële elite die van grote invloed is geweest op de ontwikkeling van de haven van Rotterdam.

## Geschiedenis
De Amerikaanse Maureen Callahan heeft in 1981 in haar proefschrift The harbor barons : political and commercial elites and the development of the port of Rotterdam, 1824-1892 voor het eerst systematisch onderzoek gedaan naar de samenstelling van de politieke en commerciële elite die een essentiële rol speelde bij de ontwikkeling van de haven van Rotterdam in de periode 1824-1892. Zij rekent de leden van de Rotterdamse Kamer van Koophandel en de gemeenteraad tot deze groep. In essentie gaat het om een kleine groep personen die mede door hun huwelijkspolitiek hun politieke en financiële posities gedurende meerdere generaties konden veiligstellen.
De havenbaronnen richtten zich niet uitsluitend op eigen gewin, maar namen ook tal van initiatieven op sociaal-cultureel en maatschappelijk terrein. Zo waren sommigen actief betrokken bij de verbetering van de stedenbouw en volkswoningbouw in Rotterdam. Ook zijn bijvoorbeeld de door de familie Van der Vorm gefinancierde stichtingen "Droom en Daad" en "De Verre Bergen" nog steeds actief in Rotterdam.
De eenvoudige definitie van havenbaron als 'werkgever in het havenbedrijf' doet onvoldoende recht aan bijvoorbeeld de 'havenbaronnen' uit het bancaire circuit, zoals de familie Mees. De definitie 'Rotterdamse edelman' zal niet serieus bedoeld zijn.
Onduidelijk is wanneer de aanduiding 'havenbaron' voor het eerst werd gehanteerd. Het komt blijkens Delpher voor het eerst (in kritische zin) in druk voor in het sociaaldemocratische weekblad De Tribune op 28 april 1921.
Met het 'ontpersoonlijken' van de grote bedrijven in de Rotterdamse haven door hun opgaan in nog grotere en anoniemere wereldwijd actieve ondernemingen (zogenaamde multinationals) is de aanduiding van havenbaron geleidelijk aan alleen nog van toepassing op personen die in het verleden actief waren.

## 'Top tien'

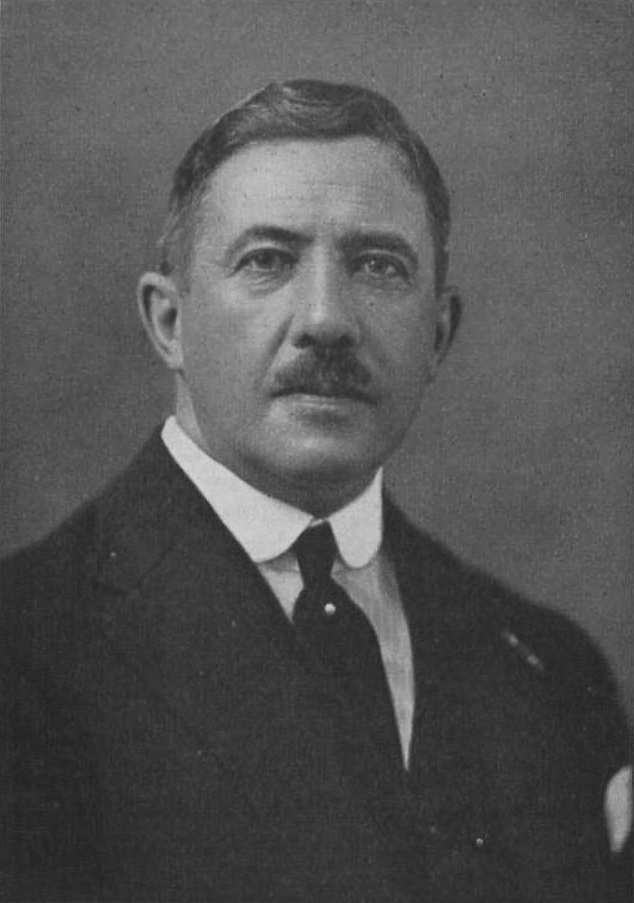
Daniël George van Beuningen (1877-1955)

Hoewel er in de loop der jaren enkele honderden personen als havenbaron konden worden aangeduid geeft de 'Top 10' van Quote een opsomming van enkele van de meest vooraanstaande personen in de (recente) geschiedenis van de haven van Rotterdam:
1. Daniël George van Beuningen (1877-1955), als directeur van de Steenkolen Handels Vereniging (SHV) en verschillende andere bedrijven in zijn tijd de grootste werkgever van de Rotterdamse haven en van zeer grote betekenis voor de stad.
2. Frits Fentener van Vlissingen (1882-1962), begon in 1905 als 22-jarige in de Steenkolen Handels Vereeniging (SHV) van zijn vader. Hij breidde het bedrijf uit en legde zich daarnaast toe op de fabricage van kunstzijde. Zo stichtte hij in 1929 de Algemene Kunstzijde Unie (AKU), de voorloper van AkzoNobel.
3. Anton Kröller (1862-1941), met de firma Müller & Co maakte het echtpaar Kröller-Müller een enorm fortuin, dat de basis legde voor de grote kunstcollectie van Helene Müller en voor het huidige Nationaal Park de Hoge Veluwe dat Kröllers jachtterrein was. In de jaren twintig ging het snel bergafwaarts met Müller & Co. Het bedrijf werd steeds afhankelijker van bankkredieten, die Kröller met vervalste cijfers loskreeg bij de Rotterdamsche Bank.[6] Toch wist Kröller directeur te blijven, zij het met behulp van slinkse financiële activiteiten. Uiteindelijk werden de verliezen in 1931 zo groot dat Kröller niets anders meer kon doen dan aftreden.
4. Willem van der Vorm (1873-1957), werkte veertig jaar als directeur bij de Scheepvaart- en Steenkolenmaatschappij en speelde in 1933 een cruciale rol bij de redding van de Holland-Amerika Lijn en bij de financiering van de bouw van de Nieuw Amsterdam. Hij was ook actief op het gebied van de paardensport en de kunst.
5. Philippus van Ommeren (1861-1945), hij was onder meer directeur van de Rotterdamse rederij NV Phs. van Ommeren's Scheepvaartbedrijf. Ook was hij van 1894 tot 1922 lid, en vanaf 1908 vicevoorzitter van de Kamer van Koophandel te Rotterdam.
6. Frans Swarttouw (1932-1997), kwam in 1958 in de directie van Quick Dispatch naast zijn vader en oudere broer Henk. In hetzelfde jaar werd hij benoemd tot president-directeur. Nam het initiatief tot de Europe Container Terminals (ECT) en bekleedde later verscheidene functies binnen Llyod. Hij was lid van het algemeen bestuur van het Verbond van Nederlandse Ondernemingen en van het dagelijks bestuur van de Scheepvaartvereniging Zuid, het organisatieverband van Rotterdamse havenwerkgevers. Later werd Swarttouw gevraagd vliegtuigbouwer Fokker nieuw leven in te blazen.
7. Anthony van Hoboken (1756-1850), na het faillissement van de VOC in 1799 nam hij een groot deel van de Nederlandse zeilvaart over, met name naar Nederlands-Indië. Hij werd een van de grootste Nederlandse reders. De familie Van Hoboken was bezitter van een landhuis met uitgebreide tuin aan de Oostdijk als hoofdverblijf en het Land van Hoboken, een 56 ha groot landgoed, gelegen ten westen van het Rotterdamse centrum. Het woonhuis van de familie, Villa Dijkzigt, biedt tegenwoordig onderdak aan het Natuurhistorisch Museum Rotterdam.
8. Willem Ruys (1809-1889), grondlegger van de Rotterdamse Lloyd en Nedlloyd
9. Michiel Marinus de Monchy (1820-1898),[7] net als zijn broers firmant bij het bedrijf Pakhuismeesteren, dat later samen gaat met Blauwhoed tot Pakhoed om uiteindelijk te fuseren met Van Ommeren tot Vopak in 1999.
10. Jan Constantijn Veder (1872-1930), lid van een rijk reders- en bankiersgeslacht. Eind 19e eeuw wordt hij procuratiehouder van de firma Hudig&Veder, cargadoors en agenten van rederijen. Daarna wordt hij voorzitter van de Rotterdamse Kamer van Koophandel. Begin twintigste eeuw is hij directeur van de Rotterdamse Droogdok Maatschappij (RDM).

## Trivia
'Havenbaron' komt ook voor als naam van:
- het Nederlandse vrachtschip 'Havenbaron' uit 2000 van Hermes Scheepvaart BV in Zwijndrecht.[8][9]
- wooncomplex 'De Havenbaron' uit 2005 aan de Houtlaan te Rotterdam.